# Dusona atriceps
Dusona atriceps là một loài tò vò trong họ Ichneumonidae.